# Kathryn Lomas
Kathryn Lomas (geboren 21. Juli 1960) ist eine britische Historikerin.
Kathryn Lomas studierte an den Universitäten Edinburgh (1978–1982) und Newcastle upon Tyne (1983–1989). Lomas war von 1989 bis 1994 und nochmals von 2002 bis 2008 Fellow am University College London (UCL) sowie von 1994 bis 1997 Fellow an der Newcastle University. Sie arbeitet Teilzeit als wissenschaftliche Mitarbeiterin (Honorary Research Fellow in Classics and Ancient History) an der University of Durham.
Lomas’ Forschungsschwerpunkte sind die Archäologie und Frühgeschichte Italiens und des Mittelmeerraums.

## Schriften (Auswahl)
- Rome and the Western Greeks, 350 BC – AD 200: Conquest and Acculturation in Southern Italy. Routledge, London 1993.
- Roman Italy, 338 BC-AD 200: A Sourcebook. UCL Press, London 1996.
- (Hrsg.): Greek Identity in the Western Mediterranean. Papers in Honour of Brian Shefton. Brill, Leiden 2004, ISBN 90-04-13300-3.
- Andrew Gardner, Edward Herring, Kathryn Lomas (Hrsg.): Creating Ethnicities and Identities in the Roman World. Institute of Classical Studies, London 2013.
- The Rise of Rome. From the Iron Age to the Punic Wars. Profile, London 2018.
  - Der Aufstieg Roms. Von Romulus bis Pyrrhus. Übersetzung Uwe Walter. Klett-Cotta, Stuttgart 2019.